# Daniel Cohn
Daniel Cohn (* 2. Juni 1881 in Tuchel; † 21. Dezember 1965 in Chicago) war ein deutscher Jurist und Reichsgerichtsrat.

## Leben
Cohn legte 1902 die erste Staatsprüfung („Auszeichnung“), die zweite 1907 („ausreichend“) ab. Im selben Jahr wurde er Assessor beim Amtsgericht Tiegenhof. Dann wurde er 1909 Landrichter beim Landgericht Thorn, 1916 wurde er Hilfsrichter beim Oberlandesgericht Marienwerder. 1919 wurde er Landgerichtsrat beim LG Halle. Zum Kammergerichtsrat beim KG Berlin wurde er 1922 ernannt. 1930 wurde er Hilfsrichter beim Reichsgericht, um am 15. August 1932 Reichsgerichtsrat zu werden. 
Am 1. November 1933 wurde Cohn aufgrund des Gesetzes zur Wiederherstellung des Berufsbeamtentums in den Ruhestand versetzt, da er mosaischen Glaubens war. Während der Novemberpogrome 1938 wurde im KZ Sachsenhausen interniert. Nach seiner Entlassung emigrierte er 1939 nach England, 1947 wanderte er in die Vereinigten Staaten aus. Im Rahmen der Wiedergutmachung wurde er zum „Senatspräsidenten am Reichsgericht a. D.“ ernannt.